# Ben Jusufova medresa
Ben Jusufova medresa (arabsko مدرسة ابن يوسف; prečrkovano tudi kot medresa Bin Jusuf) je islamska medresa (kolegij) v Marakešu v Maroku. Medresa je poimenovana po sosednji mošeji Ben Jusuf in jo je leta 1564–65 dal zgraditi saadijski sultan Abdalah al-Ghalib. Ben Jusufova medresa, ki danes deluje kot zgodovinsko mesto, je bila največja islamska fakulteta v Magrebu na svojem vrhuncu in je splošno priznana kot vrhunec saadijske in maroške arhitekture.

## Zgodovina
Medresa je dobila ime po sosednji mošeji Ben Jusuf, ki je bila prvotno glavna mošeja v mestu, ki jo je ustanovil almoravidski sultan Ali ibn Jusuf (vladal 1106–1142).
Glede na zgodovinske vire, zlasti al-Ifrani, je prvo medreso na tem mestu v obdobju Marinidov ustanovil sultan Abu al-Hasan (vladal 1331–1348). Ta rodbina, znana po ohranjanju umetnosti in literature, je vladala iz Fesa v 13. do 15. stoletju in je bila odgovorna za gradnjo številnih medres po Maroku. Zgodovinsko gledano so medrese v Magrebu služile za usposabljanje uleme (islamskih učenjakov) o malikijskem islamskem pravu, sodni praksi (fikh) in različicah branja (kira'at) Korana.
Saadijska rodbina, ki je uživala status šarifa (Mohamedovih potomcev), je bila manj odvisna od gradnje medres, da bi ohranila svojo legitimnost in podporo uleme, kot njihovi predhodniki Marinidi. Kljub temu zgradijo veliko novih spomenikov, vključno z medresami, v svoji prestolnici Marakešu.
Ben Jusufovo medreso je zgradil saadijski sultan Abdalah al-Ghalib (vladal 1557–1574 n. š.), glavni graditelj svojega obdobja. Gradnja se je verjetno začela kmalu po njegovem prevzemu oblasti. Kot je zapisano na napisu, je bila dokončana v letih 1564–1565 (972 po hidžri), po slogu, uveljavljenem v prejšnjem marinidskem obdobju.. Ko je bila dokončana, je bila to največja medresa v Magrebu. Domnevno je lahko sprejela več kot 800 študentov.
Stavba, ki je bila zaprta leta 1960, je bila obnovljena in ponovno odprta za javnost kot zgodovinsko mesto leta 1982. Ben Jusufova medresa trenutno vsako leto privabi na tisoče turistov in ostaja ena najpomembnejših zgodovinskih stavb v Marakešu. Ponovno so ga zaprli zaradi obnove novembra 2018 in ponovno odprli za javnost aprila 2022.

## Arhitektura
Tloris medrese zavzema skoraj kvadratni prostor, ki meri približno 40 × 43 metrov. V stavbo se vstopa z enega uličnega vhoda, pred katerim je kvadraten obok, izklesan z muqarnas. Od vrat vodi ozek hodnik do preddverja, ki na eni strani omogoča dostop do osrednjega dvorišča. Ta postopek vstopa, tako kot v mnogih islamskih stavbah, je skrbno zasnovan, da navdihne razodetje in osuplost ob nepričakovanem odprtju prostora na glavnem dvorišču.  Postavitev stavbe se osredotoča na glavno dvorišče, ki je obdano z vzhodno in zahodno galerijo ter študentskimi domovi na zgornji in spodnji ravni. Tako kot v mnogih islamskih stavbah je na sredini dvorišča velik plitev odseven bazen, ki meri približno 3 × 7 metrov. Na jugovzhodnem koncu dvorišča je še ena velika dvorana, ki je služila kot molilnica, opremljena z mihrabom (niša, ki simbolizira smer molitve) s posebej bogato štukaturno dekoracijo.
Kot v klasičnih marinidskih medresah, zgrajenih v stoletju, postavitev Ben Jusufove medrese vsebuje študentske celice, zbrane okoli prvega in drugega nivoja osrednjega dvorišča. Predprostor medrese omogoča dostop do dveh sekundarnih hodnikov, ki krožita po dvorišču in omogočata dostop do spalnic v pritličju, medtem ko dve stopnišči iz preddverja omogočata dostop do podobnih hodnikov v drugem nadstropju. Sobe za študente so dodatno razporejene okoli niza šestih majhnih dvorišč (tri v severovzhodnem krilu, tri v jugozahodnem krilu), ki se odpirajo na obeh nivojih iz teh hodnikov. Skupaj je medreso sestavljalo 130 študentskih sob in v njih je bivalo do 800 študentov; zaradi česar je največja medresa v Maroku.
V pritličju vzhodni hodnik iz veže omogoča dostop do umivalnice v severovzhodnem vogalu stavbe. Dvorana ima kvadratni tloris s štirimi marmornimi stebri, ki podpirajo štiri oboke pod osrednjo kupolo muqarnas (podobno tisti pred vhodom v medreso). Sredino prostora zavzema kvadratni vodni bazen, medtem ko je vrsta stranišč dostopna po obodu komore. Predvsem v tej dvorani je Jean Gallotti (inšpektor za zgodovinsko umetnost, ki je delal za francoski protektorat) leta 1921 prvič opazil marmorno posodo iz Cordobe iz 11. stoletja.
- Ulični vhod medrese danes
- Pogled na glavno dvorišče in njegov osrednji bazen
- Ena od galerij ob strani dvorišča; okna zgornjega nadstropja pripadajo skupnim sobam
- Mihrab molitvene dvorane z izrezljano štukaturno dekoracijo, vključno z motivi dardž va ktaf in arabskim napisom v kufski pisavi
- Eno od majhnih dvorišč študentskih domov
- Ena izmed zgornjih študentskih sob
- Prostor za umivanje v medresi

### Okrasje
Okrasje Ben Jusufove medrese je tesno izhajalo iz zgodnejše maroške in andaluzijske arhitekture, ki uporablja bazene, vrtove, fontane in površine, prekrite z zellij mozaičnimi ploščicami ter zapleteno izrezljano štukaturo in les. Zlasti okrasna ureditev sledi arhitekturni tradiciji, ki je bila vzpostavljena v prejšnjih marinidskih medresah: vzdolž spodnjih sten so uporabljene ploščice zellij, kaligrafski friz je na splošno prisoten v višini oči, srednji in zgornji del sten pa sta prekrita s štukaturo, preden preide v lesene elemente, vključno z okrašeno izrezljanimi napušči. Oboki pritličnih galerij na dvorišču imajo tudi štukaturne konzole, ki podpirajo rezljane lesene preklade, ki premostijo razdalje med posameznimi slopi. Glavno osrednje dvorišče medrese obiskovalcem in študentom posreduje močno vizualno izkušnjo s temi okrasnimi elementi in njihovo simetrično razporeditvijo. Na to dvorišče se vstopi iz preddverja preko lesenega zaslona (mašrabija) pod monumentalnim obokom, ki je sam okrašen z izrezljano štukaturo.[13] Čeprav imajo študentske celice, ki obdajajo dvorišče, malo ali nič notranjih okrasnih elementov, imajo majhna sekundarna dvorišča, ki omogočajo dostop do njih, nekaj štukature in lesenega okrasja. Motivi, izrezljani v les in štukaturo, vključujejo tradicionalne elemente, kot so arabeske, sebka (ali temni va ktaf), kaligrafski napisi in muqarnas, kot tudi bolj izrazite motive saadijskega obdobja, kot so borovi storži.
Ulični vhod medrese ima dovršen okras muqarnas (kapnikom ali satju podobnim strukturam) obokom pred vrati, medtem ko je druga okrašena kupola v prostoru za umivanje. Vrata medrese so prevlečena z bronom, ki tvori prepleten geometrični vzorec in obogatena s plitkimi izrezljanimi arabesknimi motivi. Preklada iz cedrovine nad vrati je vklesana z arabskim napisom na arabesknem ozadju. Napis imenuje in hvali sultana Abdalaha kot graditelja medrese. Številni drugi napisi so najdeni tudi po celotni stavbi na različnih površinah, pogosto sestavljeni iz verzov iz Korana. Velik kufski napis okoli oboka mihraba na primer vključuje basmalo in taslijo, ki jima sledi 36. verz in začetek 37. verza iz Sure an-Nur.
- Muqarnas kupola pred uličnim vhodom medrese
- Primer izrezljanega stropa iz cedrovine z geometrijskimi zvezdastimi vzorci (nad vežo medrese)
- Vhod na osrednje dvorišče, okrašen z zaslonom iz cedrovine (mašrabija) in izrezljano štukaturo okoli oboka
- Izrezljana štukatura in lesena dekoracija dvorišča z različnimi motivi, vključno z arabeskami, kaligrafijo, borovimi storži in dardž v ktaf
- Ena od niš na stenah dvorišča s štukaturo, vklesano v muqarnas
- Zellijev mozaik v medresi
- Motivi arabesk in borovih storžev skupaj s kufskimi napisi okoli mihraba
- Muqarnas kupola znotraj mihraba; stranice so prekrite tudi z izrezljano štukaturo z motivi arabesk in borovih storžev

## Andaluzijski marmorni bazen
V medresi je danes na ogled dovršeno izrezljan marmorni umivalnik iz obdobja kalifata v Cordobi (v današnji Španiji). Izdelan je bil v Medina Azahara med letoma 1002 in 1007, da bi služil kot umivalnik in je bil posvečen 'Abd al-Maliku, sinu al-Mansurja, in je bil eden v nizu. Prej so ga stoletja hranili v Ben Jusufovi medresi, strokovnjaki pa so ga prvič opazili leta 1923. Strokovnjakinja Mariam Rosser-Owen je domnevala, da je bazen prvotno uvozil v Marakeš Ali Ibn Jusuf, ki je v mošejo Ben Jusuf, ki jo je zgradil v 12. stoletju, vključil številne marmorne spolije iz porušenih palač v Cordobi. Bazen bi nato znova uporabili za Ben Jusufovo medreso, ki je bila na istem območju zgrajena mnogo kasneje, potem ko je bila zanemarjena. V 20. stoletju je bila umivalnik odstranjen zaradi preučevanja in je bil do nedavnega v muzeju Dar Si Said. Po zadnji obnovi medrese in reorganizaciji muzeja Dar Si Said je bil umivalnik spet premaknjen in je zdaj na ogled v molitveni dvorani medrese.